# Uomini di fede
Uomini di fede (Ainsi soient-ils) è una serie televisiva francese che racconta la storia di cinque novizi al seminario dei Cappuccini, immaginario istituto di formazione per religiosi a Parigi. Il racconto tratta il rapporto dei cinque personaggi con la prospettiva dell'ordinazione religiosa e con i loro diversi ambienti di provenienza.
La serie è stata trasmessa in Italia su LaF dal 24 settembre 2013, successivamente è stata riproposta sullo stesso canale con il titolo I peccatori - Uomini di fede.

## Episodi
| Stagione         | Episodi | Prima TV Francia | Prima TV Italia |
| ---------------- | ------- | ---------------- | --------------- |
| Prima stagione   | 8       | 2012             | 2013            |
| Seconda stagione | 8       | 2013             | 2014            |
| Terza stagione   | 8       | 2014             | 2015            |